# Dvd+rw-tools
dvd+rw-tools（またはその主要ツールgrowisofsで知られる）はLinux、FreeBSD、WindowsそしてMac OS XでDVD（近年では、Blu-ray Discも）を作成する、人気のあるオープンソースコンピュータプログラムのコレクションである。CDメディアのライティングは出来ない、また対応する計画もない。
実際にメディアライティングを行うには、このパッケージ自身の他に、ISO 9660イメージをオンザフライで作成する別のプログラムも必要である。この様なツールは例えば、cdrtoolsパッケージに含まれるmkisofsまたはcdrkitパッケージに含まれるgenisoimageコマンドが当てはまる。
dvd+rw-toolsはGNU General Public Licenseのもと自由ソフトウェアとして配布される。

## 実装
growisofsはddのような、データを光学ドライブのライターに低レベルプロセスで転送するプログラムが組み込まれている。これは2つのバッファ、リングバッファ（growisofsのプログラムソフトウェアバッファ）とユニットバッファ(Unit Buffer; 光学ドライブが持つ内部ハードウェアバッファ)を使用し、バッファアンダーランを防止すると共にバッファには常にデータを供給する。このプログラムは書き込み中にリングバッファ使用率("Ring Buffer Utilisation"; '"RBU'" )とユニットバッファ使用率("Unit Buffer Utilisation"; "UBU")をステータス行でモニターできるよう表示する。